# 楊恩緹
楊尹嵐（1988年6月9日—），原名楊恩緹，外號楊咩，台灣台中市出生。台灣演員及娛樂節目助理主持人。因頻繁演出莒光園地而暴紅，獲封新一代「莒光女神」之稱號。

## 經歷

### 《節目主持》
- 中天綜合台
  - 2012《黃金300秒》小天使助理主持
- 三立台灣台
  - 2013～2014《 超級夜總會》助理主持
- New bit tv
  - 2017 《明星大放SONG》 助理主持

### 《節目通告》
- 中視
  - 2017《飢餓遊戲》
- 中天
  - 2017《麻辣天后傳》
- 衛視
  - 2017 《歡樂智多星》
- TVBS
  - 2018《上班這黨事》
- 三立
  - 2019《綜藝大熱門》

### 《電視劇作品》
| 年份   | 播出頻道   | 劇名                       | 飾演         | 性質         |
| 2013年 | 華視       | 《莒光園地》「冰釋」       | 莉莉         | 女主角       |
| 2014年 | 三立都會台 | 《女人30情定水舞間》       | Eva          | 女配角       |
| 2014年 | 三立都會台 | 《幸福兌換券》             | 王倩茜助理   | 女配角       |
| 2014年 | 三立都會台 | 《我的寶貝四千金》         | 熙明第二女友 | 客串         |
| 2015年 | 三立台灣台 | 《世間情》                 | 安娜         | 女配角       |
| 2015年 | 三立台灣台 | 《甘味人生》               | 李家宜       | 女配角       |
| 2015年 | 三立都會台 | 《軍官·情人》              | 林曉鈴       | 客串         |
| 2016年 | 三立台灣台 | 《白鷺鷥的願望》           | 雅婷         | 女配角       |
| 2016年 | 八大電視   | 《命運交叉路》             | 邱曉凡       | 單元劇女主角 |
| 2016年 | 中視       | 《鑑識英雄II 正義之戰》    | 小雪         | 客串         |
| 2017年 | 中視       | 《這些年那些事》           | 蔣麗慧       | 女配角       |
| 2017年 | 民視       | 《實習醫師鬥格》           | 楊予曦       | 護理師       |
| 2019年 | 三立台灣台 | 《炮仔聲》                 | 小林         | 客串         |
| 2021年 | 華視       | 《莒光園地》「酒後代價」   | 標嫂         |              |
| 2021年 | 華視       | 《莒光園地》「有圖有真相」 | 法制官       |              |
| 2022年 | 大愛電視台 | 《隨風 隨緣》              | 慈瑄         | 女配角       |
| 2022年 | 華視       | 《莒光園地》「色戒」       | Emily        | 女主角       |
| 2022年 | 華視       | 《莒光園地》「貪婪的代價」 | Emily        | 女配角       |
| 2022年 | 華視       | 《莒光園地》「浪花」       | 李雅臻       | 保防官       |
| 2022年 | 華視       | 《莒光園地》「醉終人散」   | 鄭家芝       | 班長         |
| 2023年 | 三立台灣台 | 《一家團圓》               |              | 客串         |

### 《網路作品》
- 噪咖 - 只有妳知道《單身女孩的困擾》
- 噪咖 - 期望與現實《運勢迷妹篇》
- 十二星座鍊金術-變動星座
- 十二星座煉金術-開創星座
- 十二星座煉金術-固定星座
- 卡波app-CF篇

### 《微電影》
- 台灣電力公司微電影
- 大苑子茶飲
- 信義房屋-微笑篇
- 台中市政府微電影

### 《廣告》
- 宣捷幹細胞廣告
- 巧克力大賽財經專訪
- 地產大亨
- 宜蘭傳藝中心